# 18 tháng 3
Ngày 18 tháng 3 là ngày thứ 77 (78 trong năm nhuận) trong lịch Gregory. Còn 288 ngày trong năm.

## Sự kiện
- 1241 – Trận Chmielnik giữa quân Ba Lan và quân Mông Cổ. Quân Ba Lan thất bại.
- 1859 – Chiến dịch Nam Kỳ: Quân Pháp phá hủy thành Sài Gòn và rút ra để tránh quân triều đình Việt Nam tấn công đánh chiếm lại thành.
- 1871 – Công xã Paris thành lập sau cuộc chiến giữa Chính phủ Versailles và vệ binh.
- 1945 – Chiến tranh thế giới thứ hai: Lực lượng Hoa Kỳ và quân du kích Philippines bắt đầu chiến dịch chống quân Nhật tại vùng Visayas, Philippines.
- 1965 – phong trào "Phụ nữ Ba đảm đang" được Trung ương Hội Liên hiệp Phụ nữ Việt Nam phát động.
- 1966 – Trường Chiến tranh Chính trị của Việt Nam Cộng hòa đổi thành Đại học Chiến tranh Chính trị và dời lên Đà Lạt.
- 1967 – Tàu chở dầu Torrey Canyon chở 120.000 tấn dầu, đụng phải đá ngầm và hỏng nặng tại Cornouaille, 25.000 tấn dầu tràn ra biển.
- 1970 – Trong tình hình diễn ra đảo chính quân sự, Quốc hội Campuchia bỏ phiếu phế bỏ chức vị quốc trưởng của Sihanouk, quyền lực rơi vào tay Lon Nol.
- 1975 – Chiến tranh Việt Nam: Sư đoàn 320 truy kích Quân đoàn II ngụy trên đường số 7 và thị trấn Cheo Reo. Cùng ngày, Bộ Chính trị hạ quyết tâm giải phóng miền Nam trong năm 1975.
- 1994 – Đại diện cộng đồng người Bosnia và người Croatia tại Bosnia ký kết Hiệp định Washington,  thành lập Liên bang Bosnia và Herzegovina.

## Sinh
- 1590 – Manuel de Faria e Sousa, sử gia, nhà thơ người Bồ Đào Nha (m. 1649)
- 1602 – Jacques de Billy, nhà toán học người Pháp (m. 1679)
- 1640 – Philippe de la Hire, nhà toán học, nhà thiên văn người Pháp (m. 1719)
- 1657 – Giuseppe Ottavio Pitoni, nhà soạn nhạc người Ý (m. 1743)
- 1679 – Matthew Decker, lái buôn, nhà văn người Anh (m. 1759)
- 1685 – Ralph Ersine, bộ trưởng người Scotland (m. 1752)
- 1701 – Niclas Sahlgren, lái buôn, người làm việc thiện người Thụy Điển (m. 1776)
- 1813 – Christian Friedrich Hebbel, nhà văn người Đức (m. 1864)
- 1823 – Antoine Eugène Alfred Chanzy, tướng người Pháp (m. 1883)
- 1837 – Grover Cleveland, thứ 24 tổng thống Mỹ thứ 22 (m. 1908)
- 1840 – William Cosmo Monkhouse, nhà thơ, nhà phê bình người Anh (m. 1901)
- 1842 – Stéphane Mallarmé, nhà thơ người Pháp (m. 1898)
- 1844 – Nikolai Rimsky–Korsakov, nhà soạn nhạc người Nga (m. 1908)
- 1858 – Rudolf Diesel, nhà phát minh người Đức (m. 1913)
- 1869 – Neville Chamberlain, thủ tướng Anh (m. 1940)
- 1872 – Anna Held, nữ diễn viên, ca sĩ người Ba Lan (m. 1918)
- 1874 – Nikolai Berdyaev, nhà triết học người Nga (m. 1948)
- 1877
  - Edgar Cayce, người làm nghề lên đồng người Mỹ (m. 1945)
  - Clem Hill, cầu thủ cricket người Úc (m. 1945)
- 1882 – Gian Francesco Malipiero, nhà soạn nhạc người Ý (m. 1973)
- 1886 – Edward Everett Horton, diễn viên người Mỹ (m. 1970)
- 1898 – Jake Swirbul, máy bay nhà sản xuất người Mỹ (m. 1960)
- 1893
  - Costante Girardengo, vận động viên xe đạp người Ý (m. 1978)
  - Wilfred Owen, nhà thơ người Anh (m. 1918)
  - Jean Goldkette, nhạc Jazz nhạc sĩ người Hy Lạp (m. 1962)
- 1904 – Srečko Kosovel, nhà thơ người Slovenia (m. 1926)
- 1905
  - Robert Donat, diễn viên người Anh (m. 1958)
  - Thomas Townsend Brown, nhà khoa học người Mỹ (m. 1985)
- 1907 – John Zachary Young, nhà sinh vật học người Anh (m. 1997)
- 1909 – Ernest Gallo, nhà sản xuất rượu nho, người Mỹ (m. 2007)
- 1911 – Smiley Burnette, ca sĩ, người sáng tác bài hát người Mỹ (m. 1967)
- 1913 – René Clément, đạo diễn phim, người viết kịch bản phim người Pháp (m. 1996)
- 1915 – Richard Condon, tiểu thuyết gia người Mỹ (m. 1996)
- 1918
  - Al Benton, vận động viên bóng chày người Mỹ (m. 1968)
  - Bob Broeg, thể thao nhà văn người Mỹ (m. 2005)
- 1919 – Christopher Challis, nhà điện ảnh người Anh
- 1922 – Egon Bahr, chính khách người Đức
- 1926
  - Peter Graves, diễn viên người Mỹ
  - Dick Littlefield, vận động viên bóng chày người Mỹ (m. 1997)
- 1927
  - John Kander, người sáng tác bài hát người Mỹ
  - George Plimpton, nhà văn, diễn viên người Mỹ (m. 2003)
- 1928
  - Julia Mullock, người Hàn Quốc công chúa
  - Miguel Poblet, vận động viên xe đạp người Tây Ban Nha
  - Fidel V. Ramos, tổng thống Philippines
- 1930 – Pat Halcox, nhạc sĩ người Anh
- 1932 – John Updike, tác gia người Mỹ
- 1934 – Roy Chapman, cầu thủ bóng đá, người quản lý người Anh (m. 1983)
- 1935 – Ole Barndorff–Nielsen, nhà toán học người Đan Mạch
- 1936 – Frederik Klerk, Tổng thống Nam Phi, người nhận giải Nobel Hòa Bình năm 1993 do có công chấm dứt chế độ phân biệt chủng tộc A-pac-thai tại đất nước này.
- 1937
  - Mark Donohue, người lái xe đua người Mỹ (m. 1975)
  - Rudi Altig, vận động viên xe đạp người Đức
- 1938
  - Charley Pride, nhạc sĩ người Mỹ
  - Shashi Kapoor, diễn viên Ấn Độ
  - Timo Mäkinen, người lái xe đua người Phần Lan
- 1939
  - Ron Atkinson, cựu cầu thủ, huấn luyện viên bóng đá người Anh
  - Giannis Markopoulos, nhà soạn nhạc người Hy Lạp
  - Kenny Lynch, người dẫn chuyện giải trí người Anh
- 1941
  - Wilson Pickett, ca sĩ người Mỹ (m. 2006)
  - John W. Derr, chính khách người Mỹ
- 1943
  - Kevin Dobson, diễn viên người Mỹ
  - Toula Grivas, nữ diễn viên người Hy Lạp
- 1944
  - Dick Smith, người phiêu lưu, doanh nhân người Úc
  - Amnon Lipkin–Shahak, chỉ huy quân sự, chính khách người Israel
- 1945
  - Joy Fielding, tiểu thuyết gia, nữ diễn viên người Canada
  - Hiroh Kikai, nhà nhiếp ảnh người Nhật Bản
- 1946
  - Martyn Griffiths, người đua xe người Anh
  - Michel Leclère, người đua xe người Pháp
- 1947
  - B.J. Wilson, nhạc công đánh trống người Anh (m. 1990)
  - Patrick Chesnais, diễn viên người Pháp
  - Patrick Barlow, diễn viên, diễn viên hài, nhà soạn kịch người Anh
  - Roger Kenneth Evans, chính khách người Anh
- 1948
  - Guy Lapointe, vận động viên khúc côn cầu trên băng người Canada
  - Lockwood Phillips, người dẫn chương trình phát thanh người Mỹ
  - Brian Lloyd, cầu thủ bóng đá Wales
- 1949
  - Alex Higgins, người chơi bi da người Bắc Ireland
  - Åse Kleveland, ca sĩ, chính khách người Na Uy
  - Hannu Siitonen, vận động viên người Phần Lan
- 1950
  - Brad Dourif, diễn viên người Mỹ
  - Richard Kretchmer, nghệ sĩ, sử gia người Anh
  - Rodney Milburn, vận động viên người Mỹ (m. 1997)
  - Eiji Okuda, diễn viên, đạo diễn phim người Nhật Bản
  - Larry Perkins, người đua xe người Úc
- 1951 – Bill Frisell, nhạc Jazz nhạc sĩ người Mỹ
- 1952 – Mike Webster, cầu thủ bóng đá người Mỹ (m. 2002)
- 1956 – Ingemar Stenmark, vân động viên trượt tuyết người Thụy Điển
- 1959
  - Luc Besson, nhà sản xuất, nhà văn, người đạo diễn người Pháp
  - Irene Cara, nữ diễn viên, ca sĩ người Mỹ
- 1960
  - Richard Biggs, diễn viên người Mỹ (m. 2004)
  - Guy Carbonneau, vận động viên khúc côn cầu trên băng, người quản lý người Canada
  - James MacPherson, diễn viên người Scotland
- 1962
  - Thomas Ian Griffith, diễn viên người Mỹ
  - James McMurtry, nhạc dân gian ca sĩ, người sáng tác bài hát người Mỹ
  - Etsushi Toyokawa, diễn viên người Nhật Bản
  - Brian Fisher, vận động viên bóng chày người Mỹ
- 1963
  - Jeff LaBar, nghệ sĩ đàn ghita người Mỹ
  - Keith Brown, cầu thủ cricket người Anh
- 1964
  - Bonnie Blair, vận động viên trượt băng tốc độ người Mỹ
  - Courtney Pine, nhạc Jazz nhạc công saxophon người Anh
  - Rozalla, ca sĩ người Zambia
  - Paul Elliott, cầu thủ bóng đá người Anh
- 1965 – Yoriko Douguchi, nữ diễn viên người Nhật Bản
- 1966
  - Jerry Cantrell, nhạc sĩ người Mỹ
  - Daniel S. Nevins, giáo sĩ Do Thái người Mỹ
- 1968 – Paul Marsden, chính khách người Anh
- 1969
  - Vassily Ivanchuk, đấu thủ cờ vua người Ukraina
  - Shaun Udal, cầu thủ cricket người Anh
  - Andy Cutting, nhạc dân gian nhạc sĩ, nhà soạn nhạc người Anh
- 1970 – Queen Latifah, ca sĩ, nữ diễn viên người Mỹ
- 1972 – Dane Cook, diễn viên hài, diễn viên người Mỹ
- 1973 – Max Barry, tác gia người Úc
- 1974 – Laure Savasta, cầu thủ bóng rổ người Pháp
- 1975
  - Brian Griese, cầu thủ bóng đá người Mỹ
  - Tomas Žvirgždauskas, cầu thủ bóng đá người Litva
  - Sutton Foster, nữ diễn viên, ca sĩ, diễn viên múa người Mỹ
- 1976
  - Jovan Kirovski, cầu thủ bóng đá người Mỹ
  - Tomokazu Ohka, vận động viên bóng chày người Nhật Bản
  - Scott Podsednik, vận động viên bóng chày người Mỹ
- 1977
  - Danny Murphy, cầu thủ bóng đá người Anh
  - Zdeno Chára, vận động viên khúc côn cầu trên băng người Slovakia
  - Devin Lima, ca sĩ người Mỹ
  - Willy Sagnol, cầu thủ bóng đá người Pháp
  - Terrmel Sledge, vận động viên bóng chày người Mỹ
  - Fernando Rodney, vận động viên bóng chày người Dominica
- 1978
  - Khalilah Adams, nữ diễn viên người Mỹ
  - Yoshie Takeshita, vận động viên bóng chuyền người Nhật Bản
  - Jan Bulis, vận động viên khúc côn cầu trên băng người Séc
  - Jonas Wallerstedt, cầu thủ bóng đá người Thụy Điển
- 1979
  - Danneel Harris, nữ diễn viên người Mỹ
  - Anthony Maher, cầu thủ bóng đá người Mỹ
  - Adam Levine, ca sĩ người Mỹ
- 1980
  - Alexei Yagudin, vận động viên trượt băng nghệ thuật người Nga
  - Sophia Myles, nữ diễn viên người Anh
  - Sebastien Frey, cầu thủ bóng đá người Pháp
- 1981
  - Jang Nara, ca sĩ, nữ diễn viên người Hàn Quốc
  - Kasib Powell, cầu thủ bóng rổ người Mỹ
  - Hakoota Dũng Hà (Phạm Dũng Hà), ca sĩ người Việt Nam
- 1982
  - Chad Cordero, vận động viên bóng chày người Mỹ
  - Pedro Mantorras, cầu thủ bóng đá người Angola
- 1983
  - Andy Sonnanstine, vận động viên bóng chày người Mỹ
  - Tomasz Stolpa, cầu thủ bóng đá người Ba Lan
- 1985
  - Vince Lia, cầu thủ bóng đá người Úc
  - Gennaro Esposito, cầu thủ bóng đá người Ý
- 1986
  - Bia Figueiredo, người đua xe người Brasil
  - Abdennour Cherif El Ouazzani, cầu thủ bóng đá người Algérie
  - Kaloyan Ivanov, cầu thủ bóng rổ người Bulgaria
- 1987
  - Mauro Zárate, cầu thủ bóng đá người Argentina
  - Gabriel Mercado, cầu thủ bóng đá người Argentina
  - Cesare Rickler, cầu thủ bóng đá người Ý
- 1989 – Nishino Kana, nữ ca sĩ người Nhật
- 1996 – Madeline Carroll, nữ diễn viên người Mỹ

## Mất
- 1689 – John Dixwell, quan tòa người Anh (s. 1607)
- 1696 – Robert Charnock, người âm mưu người Anh
- 1745 – Sir Robert Walpole, thủ tướng Anh (s. 1676)
- 1768 – Laurence Sterne, nhà văn người Ireland (s. 1713)
- 1781 – Anne Robert Turgot, chính khách người Pháp (s. 1727)
- 1823 – Jean–Baptiste Breval, nhà soạn nhạc người Pháp (s. 1753)
- 1835 – Christian Gunther von Bernstorff, chính khách, nhà ngoại giao người Đan Mạch (s. 1769)
- 1870 – Nguyễn Phúc Miên Tỉnh, tước phong Điện Quốc công, hoàng tử con vua Minh Mạng (s. 1830)
- 1907 – Marcellin Berthelot, nhà hóa học, chính khách người Pháp (s. 1827)
- 1936 – Eleftherios Venizelos, thủ tướng Hy Lạp nguyên
- 1939 – Henry Simpson Lunn, người theo chủ nghĩa nhân đạo, lãnh đạo tôn giáo người Anh (s. 1859)
- 1941 – Henri Cornet, vận động viên xe đạp người Pháp (s. 1884)
- 1945 – William Grover–Williams, người đua xe người Anh
- 1947 – William C. Durant, người đi đầu trong lĩnh vực ô tô người Mỹ (s. 1861)
- 1962 – Walter W. Bacon, thống đốc Delaware (s. 1880)
- 1963 – Wanda Hawley, nữ diễn viên người Mỹ (s. 1895)
- 1964 – Sigfrid Edström, thể thao công chức người Thụy Điển (s. 1870)
- 1969 – Barbara Bates, nữ diễn viên người Mỹ (s. 1925)
- 1973 – Lauritz Melchior, Mỹ ca sĩ nhạc kịch người Đan Mạch (s. 1890)
- 1975 – Alain Grandbois, nhà thơ Quebec (s. 1900)
- 1977 – José Carlos Pace, người đua xe người Brasil (s. 1944)
- 1978 – Leigh Brackett, tác gia người Mỹ (s. 1915)
- 1978 – Peggy Wood, nữ diễn viên người Mỹ (s. 1892)
- 1980 – Erich Fromm, nhà tâm lý học, nhà triết học người Đức (s. 1900)
- 1983 – Kenneth E. Boulding, nhà kinh tế học người Anh (s. 1910)
- 1984 – Charlie Lau, vận động viên bóng chày người Mỹ (s. 1933)
- 1986 – Bernard Malamud, nhà văn người Mỹ (s. 1914)
- 1988 – Billy Butterfield, nhạc Jazz người thổi trumpet người Mỹ (s. 1917)
- 1990 – Robin Harris, diễn viên, diễn viên hài người Mỹ (s. 1953)
- 1996 – Odysseas Elytis, nhà thơ, giải thưởng Nobel người Hy Lạp (s. 1911)
- 1999 – Elizabeth Huckaby, nhà sư phạm người Mỹ (s. 1905)
- 2000 – Eberhard Bethge, nhà thần học người Đức (s. 1909)
- 2002 – Gösta Winbergh, người hát giọng nam cao người Thụy Điển (s. 1943)
- 2003
  - Karl Kling, người lái xe đua người Đức (s. 1910)
  - Adam Osborne, máy tính người đi đầu trong lĩnh vực người Anh (s. 1939)
- 2004 – Harrison McCain, doanh nhân người Canada (s. 1927)
- 2006
  - Bill Beutel, nhà báo người Mỹ (s. 1930)
  - Michael Attwell, diễn viên người Anh (s. 1943)
  - Dan Gibson, nhạc sĩ (s. 1922)
- 2008
  - Anthony Minghella, đạo diễn phim (s. 1954)
  - Andrew Britton, tác gia (s. 1981)
- 2010 – Hữu Loan, Nhà thơ Việt Nam (s. 02/04/1916).

## Ngày lễ và kỷ niệm
- Ngày Quốc kỳ tại Aruba.
- Ngày tưởng nhớ người mất do COVID-19 (Italy)[1]